# وزارت دفاع برزیل
وزارت دفاع برزیل (پرتغالی: Ministério da Defesa) از وزارتخانه‌های دولت برزیل است، که وظیفه مدیریت و پشتیبانی لجستیک از نیروهای مسلح برزیل را برعهده دارد.
وزارت دفاع برزیل یک سازمان کابینه غیرنظامی است که مسئولیت مدیریت ارتش برزیل را بر عهده دارد. وزارت دفاع سه جزء اصلی تحت ساختار فرماندهی خود دارد - فرماندهی ارتش، فرماندهی نیروی دریایی و فرماندهی نیروی هوایی. از جمله آژانس‌های متعددی که توسط وزارت دفاع اداره می‌شوند، می‌توان به آژانس ملی هوانوردی غیرنظامی، سازمان هوانوردی مادون قرمز و مدرسه عالی جنگ اشاره کرد. دفتر مرکزی این وزارتخانه در بخش وزارتخانه‌های اسپلاناد در محور یادبود، برازیلیا قرار دارد.